# Джанні Леоні
Джанні Леоні (італ. Gianni Leoni; 1 березня 1915 року, Комо, Італія — 15 серпня 1951, Белфаст, Північна Ірландія) — італійський мотогонщик. Дворазовий віце-чемпіон світу з шосейно-кільцевих мотогонок MotoGP у класі 125сс (1950 та 1951). Трагічно загинув під час вільної практики Гран-Прі Ольстеру 1951 року, зіткнувшись з мотоциклом партнера по команді Moto Guzzi Санте Джеміньяні.

## Кар'єра
Джанні дебютував у змаганнях з мотоспорту у 1938 році. В наступному році він зайняв 3-є місце на кубку Дуче (італ. Coppa del Duce), виступаючи на мотоциклі Benelli.
Джанні Леоні дебютував у чемпіонаті світу з шосейно-кільцевих мотоперегонів MotoGP в останній грі сезону 1949, Гран-Прі Націй, яка відбувалась у Монці. Він брав участь у гонках трьох класів: 125cc, 250cc та 500cc, у першій з яких здобув перемогу. У класі 250cc він фінішував 2-им, поступившись Даріо Амброзіні на Benelli.
В наступному сезоні у класі 125cc він фінішував другим у гонці в Ассені та знову здобув перемогу у Монці, що дозволило зайняти друге місце в загальному заліку вслід за співвітчизником Бруно Руффо.
Сезон 1951 Леоні почав з командою Mondial в класі 125cc та Moto Guzzi в 250cc. У першій своїй гонці, Гран-Прі Швейцарії, він фінішував третім в класі „четвертинок“, гонка в 125cc там не проводилась. В наступній гонці на острові Мен, Джані був знову третім, цього разу в найменшому класі. У Нідерландах італієць святкував перемогу (в 125cc), а у Франції знову був другим (250cc). Наступною гонкою календаря стало Гран-Прі Ольстеру, яке виявилось для Джанні останнім.

### Загибель
Близько 10:00 ранку 15 серпня, Джанні, разом зі своїм колегою по команді Санте Джеміньяні, а також гонщиком Енріко Лоренцетті їхали по трасі Кладі в рамках вільної практики Гран-Прі Ольстеру, яке мало відбутись через 3 дні. Після кількох кіл Джеміньяні та Лоренцетті заїхали в бокси для заміни мотоциклів, тоді як Леоні продовжив свій рух по трасі. Через деякий час останній помітив відсутність колег та вирішив повернутись назад щоб подивитись, що трапилось. Він розвернувся та поїхав проти напрямку руху. Тим часом Джеміньяні та Лоренцетті, покинувши бокси, вирушили на трасу для подальшого руху. Через деякий час вони зустріли Леоні, відстань між ними була невеликою і Джеміньяні не вдалось уникнути зіткнення. Санте та Леоні зіткнулись лоб-в-лоб, їхня швидкість, за оцінками, становила приблизно 100 км/год. Лоренцетті, який їхав на відстані приблизно 100 метрів позаду, теж не уникнув зіткнення, проте встиг зменшити швидкість.
Санте Джемньяні при зіткненні підлетів у повітря та пролетів приблизно 40 метрів від місця аварії, загинувши миттєво. Джанні Леоні зміг піднятись на мить, але відразу ж впав без свідомості та помер у той же день у лікарні в Белфасті; Енріко Лоренцетті відбувся незначними травмами.
Незважаючи на смерть двох заводських гонщиків та вибуттям ще одного, команда Moto Guzzi не припинила своєї участі у гонці, в якій її гонщик Бруно Руффо здобув перемогу в класі 250cc.
Після смерті Джанні Леоні, у нього залишилися дружина і дочка.

## Статистика виступів

### MotoGP

#### У розрізі сезонів
| Сезон  | Клас   | Мотоцикл   | Гонки | Пер | Под | НК | Очки | Місце |
| ------ | ------ | ---------- | ----- | --- | --- | -- | ---- | ----- |
| 1949   | 125cc  | Mondial    | 1     | 1   | 1   | 1  | 11   | 5     |
| 1949   | 250cc  | Moto Guzzi | 1     | 0   | 1   | 0  | 8    | 8     |
| 1949   | 500cc  | Moto Guzzi | 1     | 0   | 0   | 0  | 6    | 10    |
| 1950   | 125cc  | Mondial    | 2     | 1   | 2   | 0  | 14   | 2     |
| 1951   | 125cc  | Mondial    | 2     | 1   | 2   | 0  | 12   | 2     |
| 1951   | 250cc  | Moto Guzzi | 2     | 0   | 2   | 0  | 10   | 5     |
| Всього | Всього | Всього     | 9     | 3   | 8   | 1  | 61   |       |